# أمجد الطرابلسي
أمجد الطرابلسي (1334- 1421 هـ / 1916- 2001 م) من علماء العربية وأدبائها، شاعر وباحث ومحقق وناقد، وأستاذ جامعي ووزير سوري، عضو مجمع اللغة العربية بدمشق، ومجمع اللغة العربية بالقاهرة، والمجمع العلمي العراقي.
أحد رموز الثقافة العربية الأصيلة في الوطن العربي، وأحد مؤسسي التعليم الجامعي في المملكة المغربية مطلع الستينيات من القرن العشرين.

أمجد الطرابلسي على مكتبه

## نشأته ودراسته
وُلد أمجد بن حُسني بن محمود الطَّرابُلُسي في حيِّ باب سريجة بدمشق في يوم السبت 11 رجب 1334 هـ الموافق 13 مايو 1916 م، لأسرة قَدِمَ أجدادُهم دمشق من مدينة طرابُلُس بلبنان. كان والده ضابطًا في الجيش العثماني ثم في الجيش الفيصلي ملمًّا بالفرنسية والألمانية ومحبًّا للأدب.
عانى أمجد اليتم صغيرًا بوفاة أمه (من أسرة عمر باشا) في الثانية من عمره عام 1918 م، وبوفاة أبيه في التاسعة من عمره عام 1925 م، فكَفَلَه جدُّه وأعمامه.
تلقَّى تعليمه الأول في كتاتيب دمشق ثم في مدارسها الرسمية، وبعد حصوله على الشهادة الابتدائية سنة 1926م التحق بـ (مكتب عنبر) للدراسة الثانوية، وتبلور حبُّ أمجد للعربية على يد ثلاثة من فطاحل اللغة وأعلامها من أساتذته فيه، وهم الشيخ عبد القادر المبارك والأستاذ سليم الجندي وشاعر الشام محمد البزم. ومنها حصل على شهادة بكالوريا قسم الفلسفة عام 1934.
وانتسب سنة 1936 إلى صفِّ المعلمين العالي، وحصل على شهادته، فندبته وِزارة المعارف لتدريس اللغة العربية في ثانوية (الكلية العلمية الوطنية) وكان من زملائه فيها وهو الشاب الفتيُّ الأستاذ الكبير خليل مردم بك رئيس المجمع العلمي العربي بدمشق.
في أواخر عام 1938 أوفدته الحكومةُ السورية إلى فرنسا للتخصُّص في الأدب، فحصل على الإجازة (ليسانس) في الآداب عام 1941، ثم على شهادة دكتوراه من جامعة السوربون بإشراف المستشرق الفرنسي ريجيس بلاشير عام 1945، فكان بذلك أولَ طالب سوري يحمل الدكتوراه بالأدب والنقد من السوربون.

## وظائفه
عاد إلى سوريا عام 1945 (وقد تزوج طالبة فرنسية مهذبة أنيقة اسمها مونيك، تعارفا في المحاضرات الثقافية بالسوربون، ولا سيَّما محاضرات الأستاذ مورنه)؛ فعمل مدرسًا في ثانوية التجهيز (جودة الهاشمي)، إلى أن أنشِئت كلية الآداب في الجامعة السورية التي سمِّيت فيما بعد جامعة دمشق وكان إنشاؤها بسعي حثيث من الأستاذ ساطع الحُصْري عام 1946، وتولى عِمادتها الأستاذ الكبير شفيق جبري، فكان أمجد أولَ أستاذ يُعين فيها لتدريس الأدب العرب، وهو بهذا من مؤسسي التعليم الجامعي. ثم أصبح عميدًا لكلية الآداب عام 1947، وبقي معلمًا فيها حتى عام 1958. وانتُدب لتدريس التطبيقات الدرسية في اللغة العربية في المعهد العالي للمعلمين بدمشق.
بعد قيام الوحدة بين سوريا ومصر عام 1958 عُيِّن أمجد الطرابلسي وزيرًا للتربية والثقافة والتعليم العالي في الإقليم السوري من الجمهورية العربية المتحدة برئاسة جمال عبد الناصر. وأعاد الرئيس عبد الناصر تشكيل الوِزارة في 16 أوغسطس (آب) 1961 فتسلَّم د. الطرابلسي وِزارة التعليم العالي في دولة الجمهورية العربية المتحدة. ثم بعد الانفصال استقال من الوِزارة في 10 أكتوبر (تشرين الأول) 1961، في إثر استقالة الوزراء السوريين من حكومة الوحدة.
ثم في أواخر 1962 غادر إلى المملكة المغربية، وأقام مدَّة من حياته بمدينة الدار البيضاء، ثم استقرَّ بمدينة الرِّباط إلى يوم رحيله عن المغرب. وبات من أعمدة تأسيس الجامعة المغربية، وصرف حياته وجهده للبحث العلمي فيها، وأسس جيلًا من الباحثين والنقاد المغاربة، وأشرف على أكثر من 60 بحثًا في الدراسات العليا وأطروحات الدكتوراه بكلية الآداب في جامعة محمد الخامس في الرباط، وجامعة محمد عبد الله في فاس، وكلية اللغة في مراكش، ودرَّس فيها الأدب الجاهلي والأدب المغربي والنقد الأدبي والأدب المقارن، وبعض علوم العربية، حتى تقاعد عام 1992. كان الدكتور أمجد بحق من العقول المدبِّرة لمسار التعليم الجامعي في المغرب، ومن المؤسسين لأكاديميته، والمتفانين في رعايته وتوجيهه، والعاملين على تحديد هُويته. وشهد له الناس بالفضل لما أسداه من خير كثير للجامعة المغربية.
ثم غادر المغرب عام 1993 إلى باريس، وقضى شيخوخته فيها قريبًا من أبنائه وحَفَدته، وظلَّ يسأل عن أهل المغرب، وعن أحوال طلبته، كلَّما اتصل به أحدٌ من مُريديه ومحبِّيه، إلى وفاته.

## طلابه
تخرج به أجيال من طلاب العربية غدا كثيرٌ منهم أعلامًا في بلداهم، ومن أشهر طلابه في سويا:
أحمد راتب النفاخ، ومحمد فريد جحا، ومازن المبارك، ومحمد علي حمد الله، وعبد الحفيظ السطلي، وعبد الكريم الأشتر، وعاصم بن محمد بهجة البَيطار.
ومن أشهر طلابه في جامعات المغرب:
محمد بن شريفة (وكانت رسالته الجامعية أولَ رسالة أشرف عليها الدكتور أمجد، وهي أول رسالة نوقشت في الجامعة المغربية عام 1964 م)، ومحمد الكتاني، وأحمد المعداوي، وعبد الوهاب التازي سعود، وعبد العالي الودغيري، والشاهد البوشيخي، وعلال الغازي، وإدريس بلمليح، ومحمد قرقزان (سوري درس في المغرب)، ومحمد الحجوي، وأحمد وهوب، وعبد الرحمان طالبي، وعبد الهادي دحاني، ومحمد هلال، وعباس أرحيلة، (كانت أطروحته للدكتوراه "الأثر الأرسطي في النقد والبلاغة العربيين إلى نهاية القرن الثامن للهجرة" آخرَ أطروحة أشرف عليها الدكتور أمجد عام 1991 م).

## في مجمع الخالدين
انتُخب الدكتور أمجد الطرابلسي عضوًا عاملًا في مجمع اللغة العربية بدمشق خلفًا لأستاذه شاعر الشام محمد البزم، في 28 مايو (أيار) 1960م، بترشيح من عضو المجمع الدكتور حكمة هاشم، وانتُخب معه القانوني الحقوقي الدكتور عدنان الخطيب. ثم صدر مرسوم رئاسي في 14 فبراير (شباط) 1961م، بتسمية كلٍّ من شكري فيصل، ومحمد المبارك، وأمجد الطرابلسي أعضاءً في مجمع دمشق. ولكنَّ استقباله في المجمع تأخَّر إلى 23 سبتمبر (أيلول) 1971م بسبب إقامته في المغرب.
ولم يُتَح للدكتور الطرابلسي أن يشاركَ في أعمال المجمع مشاركة فعالة؛ فقد رغب إلى المجمع أن يُسمَح له بالتغيُّب عن جلَساته طَوالَ إقامته في المغرب للتدريس في جامعاته، فأُذن له، ولكنه ظلَّ على صلة بالمجمع لم ينقطع عنه، وكان حريصًا في أثناء زياراته لدمشق على زيارة المجمع والاتصال بزملائه المجمعيين.
نشر في مجلة المجمع 3 مقالات: (ابن جدار) و(حول كتاب زجر النابح) و(حول رسالة الصاهل والشاحِج)، إضافة إلى كلمته في حفلة استقباله، وذلك في المدة ما بين (1967- 1974م).
وانتُخب الدكتور أمجد الطرابلسي عضوًا مؤازرًا في المجمع العلمي العراقي ببغداد عام 1969، وعضوًا مراسلًا في مجمع اللغة العربية بالقاهرة عام 1976.

## أعماله
لم يكن الطرابلسي مكثرًا في التأليف، وقد سُئل عن ذلك فقال: اخترتُ تأليفَ الرجال، فطلابي هم كتُبي.
أمَّا آثاره التي خلَّفها فهي:
1. النقد واللغة في رسالة الغفران محاضرات، مطبوعات جامعة دمشق، 1951
2. نقد الشعر عند العرب حتى القرن الخامس للهجرة، ط 1 بالفرنسية، منشورات المعهد الفرنسي التابع لجامعة السوربون 1956
3. نقد الشعر عند العرب حتى القرن الخامس للهجرة، الترجمة العربية ط 1، ترجمة د. إدريس بلمليح، دار توبقال، الدار البيضاء 1993
4. نظرة تاريخية في حركة التأليف عند العرب (في اللغة والأدب والتاريخ والجغرافيا)، ط 1 جامعة دمشق 1956، ط 5 دار قرطبة للطباعة والنشر، الدار البيضاء 1986
5. شعر الحماسة والعروبة في بلاد الشام أواخر القرن التاسع عشر أوائل القرن العشرين، جامعة الدول العربية، معهد الدراسات العربية العالية، القاهرة 1957
6. كان شاعرًا، مجموعة شعرية (وهي مقتطفات من شعره)، سلسلة إبداع (7)، المجلس القومي للثقافة العربية، الرباط 1993
7. زجر النابح لأبي العلاء المعري (مقتطفات) تحقيق وشرح، مطبوعات مجمع اللغة العربية بدمشق ط 1 عام 1965، ط2 عام 1982
8. شعراء الشام والفكرة العربية في النصف الأول من القرن العشرين، محاضرة ألقاها في الكويت، نشرت في كتاب محاضرات الموسم الثقافي الثاني، عام 1956
9. تأملات وذكريات في حرم المسجد الجامع في قرطبة، محاضرة ألقاها في الكويت، نشرت في كتاب محاضرات الموسم الثقافي، عام 1956[10]
10. الصَّاهِل والشَّاحِج لأبي العلاء المعري، تحقيق بالاشتراك مع العلامة أحمد راتب النفاخ، ولم يُنشَر.
11. جواهر الألفاظ، على غِرار كتاب قُدامة بن جعفر؛ جمع فيه طائفة من الأخطاء التي استخرجها من الرسائل والأطروحات، ولا يُعرَف مصيره!

بدأ نظم الشعر وهو طالب، وعندما جازَ امتحان الثاني الثانوي نُشِرت أولى قصائده على صفحات مجلة «الرسالة» لأحمد حسن الزيات، وهي بعنوان نجوى يتيم، في عام 1934، وأورد في مجموعته الشعرية "كان شاعرًا" أن أول قصيدة نشرها وهو طالب في المرحلة الثانوية هي قصيدة خيال أمِّي غابْ في مجلة الرسالة عام 1934.
وامتاز شعره بالرقة والعذوبة، في روح رومانسية مغرمة بالخيال وعشق الطبيعة، مع إيثار الرمز وانتقاء الكلمة الحلوة، ومنه قوله:

## كتب عنه
أُفردَت سيرته في كتبٍ منها:
- أمجد الطرابلسي: ذكرى علَم مرَّ من هنا، للدكتور عباس أرحيلة، منشورات المجلس العلمي بمدينة مراكش، 2005م.
- العلامة الدكتور أمجد الطرابلسي، للدكتور محمد قرقزان، مطبوعات مجمع اللغة العربية بدمشق، 2008م.
- الدكتور أمجد الطرابلسي مفكرًا ومربيًا وأديبًا، للدكتور محمود أحمد السيِّد، مطبوعات مجمع اللغة العربية بدمشق، 2014م.[13]

## وفاته وتأبينه
وافته المنية في باريس صباح يوم الأحد 3 ذي القَعدة 1421هـ الموافق 28 يناير (كانون الثاني) 2001م، ودُفن في مقبرة المسلمين (مقبرة كوربفوا courbevoie) بباريس، يوم الأربعاء 31 يناير 2001 م. وترك من الأبناء بحسَب أعمارهم: سَلمى (تعمل مترجمة فورية في اليونسكو)، وسامي (مهندس في الإعلاميات)، ونادية (أستاذة بإنجلترا)، ووليدة (تعمل في التأمينات)، وله أحفاد وحفيدات.
وأقام مجمع اللغة العربية بدمشق حفلة لتأبينه، تكلم فيها كل من الأساتذة: الدكتور شاكر الفحام رئيس مجمع دمشق، والدكتور محمود السيد وزير التربية، والدكتور عادل العوَّا، والدكتور عبد الله عبد الدائم وزير التربية سابقًا، والمهندس محمد أيمن الطرابلسي.

## الملاحظات
1. ↑  ورد تاريخ ولادته في كتاب "مَن هم في العالم العربي، سورية" إعداد جورج فارس، ص382: في عام 1918، ونبَّه عبد القادر عيَّاش: أن تاريخ ولادته هو 13 أيار [مايو] 1916 م، وفي سِجلات الدولة ولادته 1918 م.[1] وهذا ما أكده أمجد الطرابلسي نفسُه في سيرة ذاتية كتبها لتحفظ في إضبارته بمجمع دمشق، قال فيها: وثقتي بهذا التاريخ (أي 13 أيار 1916 م) تفوق ثقتي بالتاريخ الآخر التي تُلصِقُه بميلادي سجلات الدولة. 
وأخطأ عيَّاش في ذكر تاريخ ولادته بالهجري فجعله 1344 والصواب 1334، أي أنه صغَّره عشر سنين! وتابعه على هذا الغلط الأستاذ مروان البواب[2] والأستاذ خير الله الشريف في الموسوعة العربية، المجلد 12، الصفحة  545، والأستاذ أحمد العلاونة.[3]